# Krasnopilka, Mala Vîska
Krasnopilka (în ucraineană Краснопілка) este un sat în orașul raional Mala Vîska din regiunea Kirovohrad, Ucraina.

## Demografie
Componența lingvistică a localității Krasnopilka
     Ucraineană (97,23%)
     Rusă (1,71%)
     Română (1,07%)
Conform recensământului din 2001, majoritatea populației localității Krasnopilka era vorbitoare de ucraineană (97,23%), existând în minoritate și vorbitori de rusă (1,71%) și română (1,07%).